# Out Here on My Own
Cet article concerne la chanson interprétée par Irene Cara. Pour les autres significations, voir Out Here on My Own (homonymie).
Singles de Irene Cara
Fame
(1980) Anyone Can See
(1982)
Pistes de Fame Original Soundtrack
Fame
(1) Hot Jam Lunch
(3)
Out Here on My Own est une chanson du film musical Fame, sorti en 1980, interprétée par Irene Cara.
La version de Nikka Costa, enregistrée l'année suivante, a connu un petit succès[réf. nécessaire].

## Contexte
La chanson a été écrite par le duo de compositeurs formé par Lesley Gore (parolière) et son frère Michael (compositeur musical et producteur). La chanson a été publiée par MGM BMI/Variety Music ASCAP et nommée pour l'Oscar de la meilleure chanson originale en 1981, Irene Cara la chantant lors de la cérémonie. La chanson a été incluse dans la bande originale du film Fame.

## Classement
La chanson a culminé à la dix-neuvième place du Billboard Hot 100, à la vingtième place du Hot Adult Contemporary Tracks aux États-Unis et à la cinquante-huitième place du UK Singles Chart.

## Reprises
- Mariah Carey
- Nikka Costa
- Herb Alpert (instrumental)
- Shirley Bassey (Asi sola yo)
- Jean-Claude Borelly (instrumental)
- Angela Clemmons
- Patty Pravo
- Sheena Easton
- The Shadows
- Los Indios Tabajaras (it) (instrumental)
- Isabel Granada (it)
- Patrick Fiori avec Tina Arena
- Judy Torres (en)
- Pedro Iturralde (instrumental)
- UPA Dance
- Santo Farina (instrumental) - version de la mire RAI
- Lesley Gore
- Susan Boyle
- Connie Talbot
- Antonella Ruggiero
- Francesca Guadagno (it) (Asi sola yo)
- Vanessa Olivarez (en)
- Naturi Naughton
- Fausto Papetti (instrumental)
- Amber Riley avec Lea Michele
- Viktoria Tolstoy